# Dawn Powell
Pour les articles homonymes, voir Powell.
Dawn Powell, née le 28 novembre 1896 à Mount Gilead dans l’Ohio et morte le 14 novembre 1965  à New York, est une romancière et nouvelliste américaine.

## Biographie
Powell est décédée d'un cancer du côlon quatorze jours avant son 69e anniversaire. Elle a fait don de son corps au Cornell Medical Center (en) et ses restes seront inhumés quelques années plus tard dans une fosse commune de Hart Island (New York).
Dawn Powell fait partie des quelques rares personnalités à être enterrées au cimetière de Hart Island.

## Œuvres
- Whither, roman, 1925
- She Walks in Beauty, roman, 1928
- The Bride's House, roman, 1929
- Dance Night, roman, 1930
- The Tenth Moon, roman, 1932
- Big Night, pièce, 1933
- Jig Saw: A Comedy, pièce, 1934
- The Story of a Country Boy, roman, 1934
- Turn, Magic Wheel, roman, 1936

- traduit en français sous le titre Tourne, roue magique par Mirèse Akar, Paris, Éditions Quai Voltaire, 2000, 285 p.  (ISBN 2-912517-17-6)
- The Happy Island, roman, 1938

- traduit en français sous le titre L'île joyeuse par Anouk Neuhoff, Paris, Éditions Quai Voltaire, 2012, 311 p.  (ISBN 978-2-7103-3119-3)
- Angels on Toast, roman, 1940

- traduit en français sous le titre Des Anges sur canapé par Natalie Zimmermann, Paris, Éditions Julliard, coll. « Parages », 1992, 342 p.  (ISBN 2-260-00887-9)
- A Time to Be Born, roman, 1942

- traduit en français sous le titre Une époque exquise par Anouk Neuhoff, Paris, Éditions Quai Voltaire, 2009, 422 p.  (ISBN 978-2-7103-3097-4)
- My Home Is Far Away, roman, 1944
- The Locusts Have No King, roman, 1948

- traduit en français sous le titre Les sauterelles n’ont pas de roi par Anouk Neuhoff, Paris, Éditions Quai Voltaire, 2001, 342 p.  (ISBN 2-912517-23-0)
- Sunday, Monday and Always, nouvelles, 1952
- The Wicked Pavilion, roman, 1954

- traduit en français sous le titre Café Julien par Natalie Zimmermann, Paris, Éditions Quai Voltaire, 2007, 392 p.  (ISBN 978-2-7103-2968-8)
- A Cage for Lovers, roman, 1957
- The Golden Spur, roman, 1962

- traduit en français sous le titre L’Éperon doré par Anouk Neuhoff, Paris, Éditions Quai Voltaire, 2003, 214 p.  (ISBN 2-912517-17-6)
- Dawn Powell At Her Best, 1994
- The Diaries of Dawn Powell, 1931–1965, 1995
- Selected Letters of Dawn Powell, 1913–1965, 1999
- Four Plays, 1999
- Novels 1930-1942, 2001
- Novels 1944-1962, 2001